# 筒井勇介
筒井 勇介（つつい ゆうすけ、1983年3月14日 - ）は、地方競馬の笠松競馬場田口輝彦厩舎に所属している騎手である。

## 来歴
2002年3月31日付けで地方競馬騎手免許を取得。同年4月1日第1回笠松競馬1日目第9競走サラ系C7組選抜戦ソウケンアリダーで初騎乗（10頭立て6番人気7着）。同年4月5日第1回笠松競馬5日目第1競走アラ系A13組条件戦をゴンゲンモネックで優勝（8頭立て5番人気）し、初勝利。
2004年3月22日第18回全日本新人王争覇戦出場（12人中5位）。
2006年6月17日第4回京都競馬1日目第9競走洛南特別（500万下）でオグリホットに騎乗し、中央競馬初騎乗（15頭立て13番人気5着）。同年10月20日第12回笠松競馬第5日第6競走サラ系C8組a条件戦をミツアキヨコチャンで優勝（9頭立て1番人気）し、1830戦目で地方競馬通算100勝達成。
2008年5月14日第3回笠松競馬第2日第3競走サラ系C8組条件戦をヤマノコスモスで優勝（9頭立て1番人気）し、2842戦目で地方競馬通算200勝達成。
2009年12月14日第15回笠松競馬第1日第1競走サラ系C30組選抜牝馬戦をワイエスソフィアで優勝（9頭立て1番人気）し、地方競馬通算300勝達成。
2010年3月5日第25回名古屋競馬6日目第10競走第35回スプリングカップをエレーヌで優勝（11頭立て1番人気）し、重賞初制覇。
2019年10月11日笠松競馬第8競走をストロベリーキングで優勝し、地方競馬通算1100勝達成。
2021年4月21日、笠松競馬所属の騎手や調教師らによる馬券購入が発覚した問題で競馬関与停止1年の処分を受けた。しかし、この処分に対して高木健とともに岐阜県競馬組合と地方競馬全国協会を相手に処分の取り消しを求めて提訴した結果、岐阜地方裁判所が処分の取り消しを認める判決を出しそれが確定した。
2024年7月19日、令和6年度第1回調教師・騎手免許試験において騎手免許試験に合格し、同年8月1日付で地方競馬騎手免許を再取得。所属厩舎は関与停止前と同じく笠松競馬の田口輝彦厩舎となった。勝負服のデザインも関与停止前の緑、胴黄二本輪、袖赤縦縞から一新した。
地方通算成績は10306戦1,276勝・2着1,268回・3着1,320回・勝率11.3%・連対率22.5%（2021年6月24日現在）
中央競馬48戦0勝2着1回3着2回

## 主な騎乗馬
- エレーヌ（2010年スプリングカップ、新緑賞、留守杯日高賞、ル・プランタン賞、のじぎく賞、東海ダービー、東海クイーンカップ、兵庫サマークイーン賞）
- コアレスバトラー（2010年ライデンリーダー記念）
- ヨシノミカエル（2013年ライデンリーダー記念）
- ダイヤモンドダンス（2018年東海ゴールドカップ）
- ウラガーノ（2020年ベイスプリント）
- ミランミラン（2025年ジュニアグローリー）
- イイネイイネイイネ（2025年くろゆり賞）